# Registro del patrimonio cultural de Rusia
El registro del patrimonio cultural nacional de Rusia (en ruso: Единый государственный реестр объектов культурного наследия) es un registro de bienes inmuebles hechos por el hombre histórica o culturalmente significativos —edificios emblemáticos, instalaciones industriales, casas memoriales de notables personas del pasado, monumentos, cementerios y tumbas, sitios arqueológicos y paisajes culturales— entornos creados por el hombre y hábitats naturales significativamente alterados por los humanos. El registro continúa una tradición establecida en 1947 y se rige por una ley de 2002 «Sobre los objetos del patrimonio cultural (monumentos de la cultura y la historia)» (Ley 73-FZ). El registro es gestionado por el Rosokhrankultura (Servicio Federal de Vigilancia del Cumplimiento de la Legislación del Patrimonio Cultural) (una rama del Ministerio de Cultura federal); hay una base de datos en línea disponible públicamente alojada en el Ministerio de Cultura. Su objetivo principal es incorporar los registros patrimoniales regionales mantenidos por los sujetos federales de Rusia, monitorear el estado de los bienes patrimoniales y el cumplimiento de las leyes pertinentes.
El marco legal del registro, en mayo de 2009, seguía estando incompleto y el registro en sí aún no se correspondía con las listas de edificios protegidos mantenidas por las autoridades regionales y municipales. Incluye alrededor de 100 000 elementos, mientras que las listas locales suman más de 140 000. De estos, 42 000 están listados como hitos nacionales, mientras que el resto son de importancia regional o local. El Ministerio de Cultura admite que se han destruido muchos elementos de los registros.
Los monumentos y reservas naturales (aparte de los paisajes culturales), el arte mueble, los archivos, las colecciones de museos y bibliotecas no forman parte del registro y se rigen por diferentes leyes y agencias. Una lista diferente, el «Código estatal de objetos particularmente valiosos del patrimonio cultural de los pueblos de la Federación de Rusia», creado en 1992, incluye los monumentos más conspicuos creados por el hombre así como instituciones operativas: museos, archivos, teatros, universidades y academias.

## Antecedentes

### Registros tempranos (1805-1861)

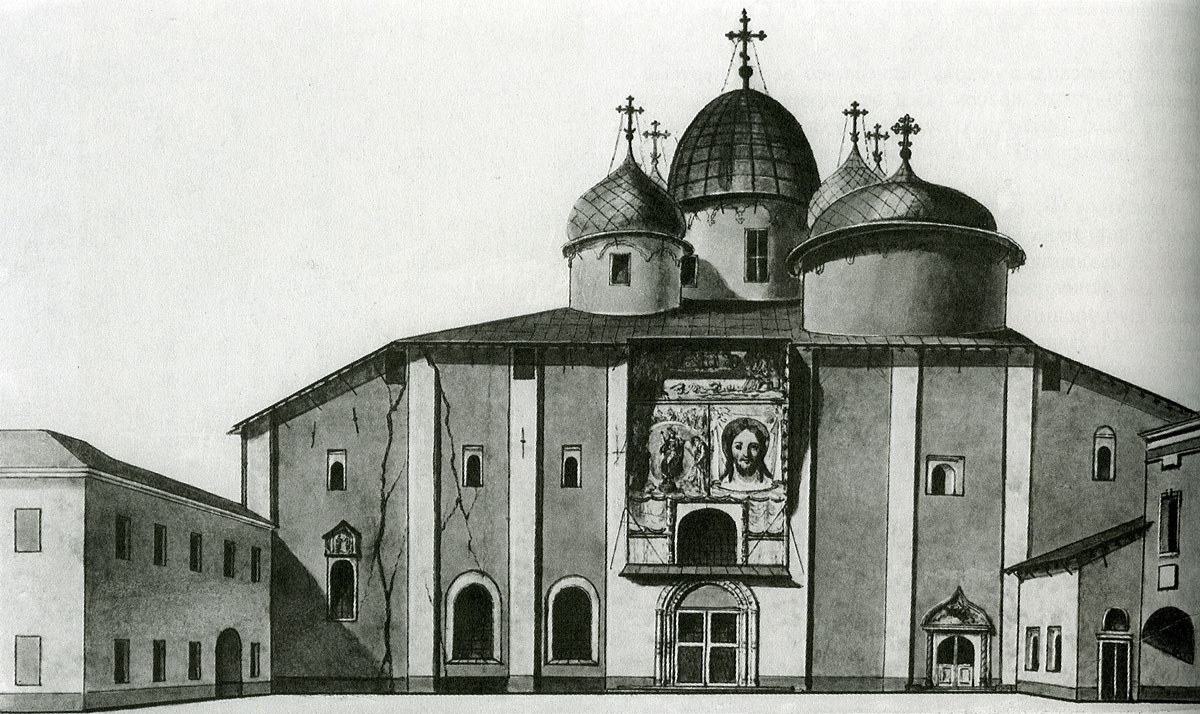
Los esfuerzos de preservación de la década de 1830 se limitaron a reliquias indiscutibles, como la Catedral de Santa Sofía de Novgorod del. Este dibujo arquitectónico se realizó en 1830, antes de la restauración.

Los registros del patrimonio local en el Imperio ruso se extienden hasta 1805, cuando Alejandro I exigió la protección estatal de los sitios arqueológicos en la entonces recientemente conquistada costa del mar Negro. Esas reliquias de la Antigua Grecia, de la república de Génova y tártaras diseminadas en unas estepas escasamente pobladas eran saqueadas regularmente por buscadores de tesoros. En 1821, el ministro Alexander Golitsyn limitó el alcance de la protección al patrimonio griego y genovés y denegó la protección a los edificios tártaros y otomanos. Los requisitos para un registro del patrimonio científico fueron formulados en 1823 por Ivan Stempkovsky y aplicados por el gobernador Vorontsov.
En 1826, el emperador Nicolás I decretó la compilación del primer registro nacional de «antigüedades» arquitectónicas de toda Rusia. El decreto prohibía la demolición de «castillos, fortalezas y otros edificios antiguos» históricos, imponía a los gobernadores locales la responsabilidad de su conservación y les exigía que compilaran listas de las propiedades locales notables, respaldadas por investigaciones de archivos y, cuando se dispusiera de arquitectos calificados, mediante dibujos arquitectónicos adecuados de sus fachadas y planos de planta. Las iglesias fueron omitidas en el decreto; Nicolás en ese momento no quería interferir con el clero; en 1828 se emitió un decreto similar, pero menos estricto, sobre el patrimonio religioso.

Nicolás no explicó qué constituían, específicamente, los edificios protegidos, por lo que las respuestas iniciales de las provincias enumeraron tanto edificios pre-petrinos como hitos neoclásicos entonces contemporáneos. En la década de 1830, la comprensión oficial y pública de las «antigüedades» se reducía al arte «indígena» de Rusia de los períodos pre-petrinos; el barroco y el neoclasicismo del siglo XVIII, considerados como influencia extranjera reciente, estaban excluidos. El reconocimiento de estos estilos como herencia nacional no se produjo hasta el resurgimiento neoclásico ruso de principios del siglo XX.
El primer registro regional (álbum) de edificios catalogados se publicó en 1830 en Novgorod (incluidas las reliquias de Belozersk). En 1839, Andrey Glagolev publicó Fortalezas rusas; en 1844-1846 Ivan Pushkarev publicó cuatro volúmenes sobre el patrimonio del norte de Rusia. Los estudios profesionales de la arquitectura antigua no cobraron impulso hasta la década de 1840, cuando el país acumuló una masa crítica de arquitectos formados en proyectos de restauración en Italia y en Francia a expensas de la Academia Imperial de las Artes. Materiales sobre las reliquias de la Rus de Kiev recopilados en las décadas de 1820-1834, compilados por Konstantin Thon, contribuyeron a la formulación del estilo oficial ruso-bizantino de las décadas de 1830 a 1850. Finalmente, las funciones de compilación se delegaron en la Sociedad Arqueológica Rusa, establecida en 1846-1849.
El código de construcción de 1857 separó la responsabilidad de la conservación de los edificios históricos (del siglo XVII y anteriores) según el tipo de propiedad. Las propiedades estatales ahora estaban gobernadas por el Ministerio de Asuntos Internos, y la restauración se financiaba con impuestos locales. La restauración de las iglesias urbanas tenía que ser aprobada por el Santo Sínodo, la restauración de las iglesias rurales por el obispo local, con el consentimiento previo de un arquitecto civil de la ciudad. Las propiedades privadas permanecieron en gran parte sin regular. Una «Comisión Arqueológica Imperial», establecida en 1859, fue la encargada de mantener el registro; sin embargo, nunca se financió adecuadamente.

### Sociedades y comisiones (1861-1917)

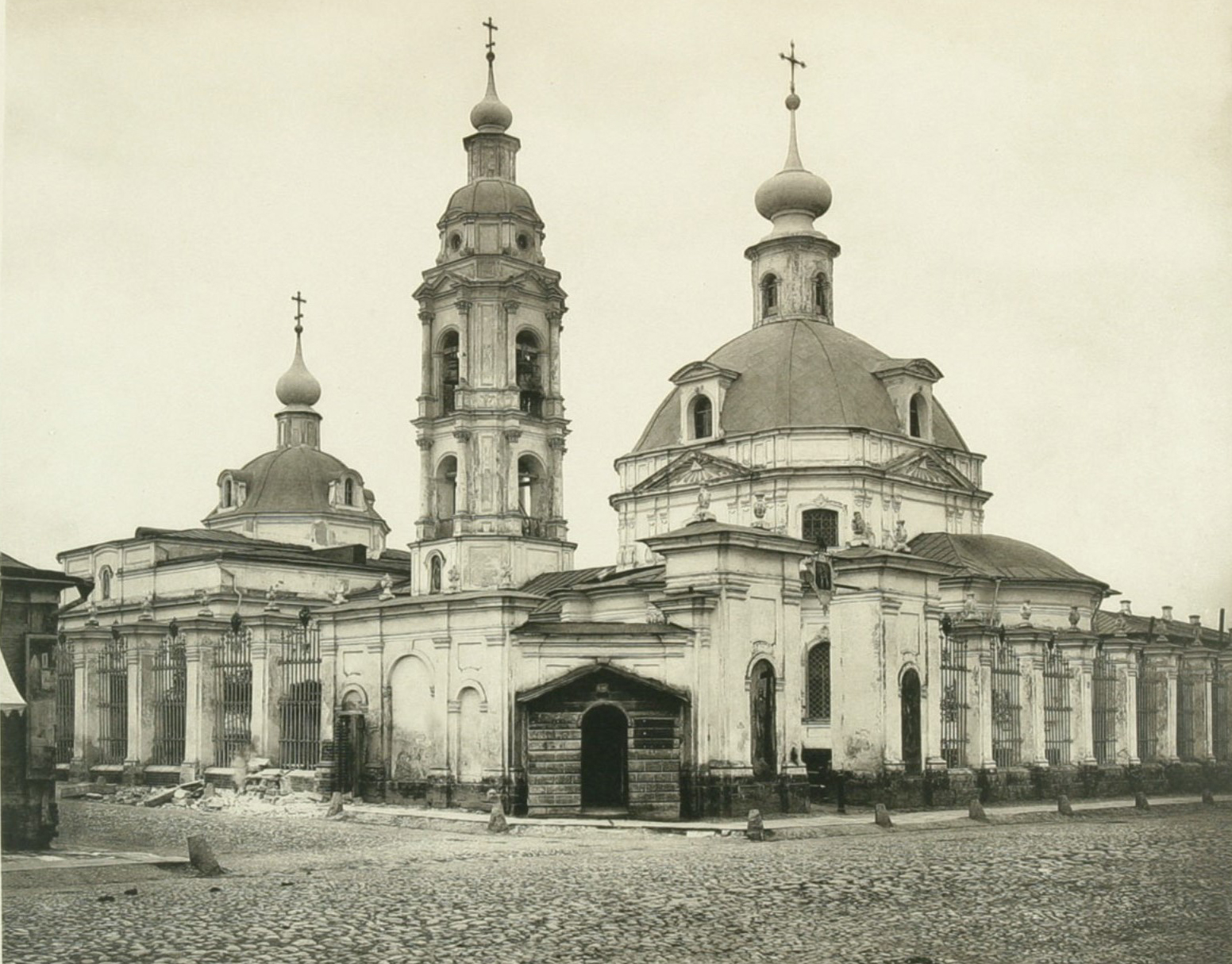
La herencia barroca no se consideró notable hasta finales del. Esta foto de la iglesia de Santa Catalina (Karl Blank, década de 1760) se incluyó en el catálogo de Nikolay Naidenov en 1883, antes del reconocimiento oficial del arte barroco.

Durante el reinado de Alejandro II (r. 1856-1881), la política dominante pasó de ser de la preservación de los edificios a la recreación de su apariencia percibida original, frecuentemente ficticia. El cambio estuvo influido por la experiencia de Europa Occidental, en particular por las obras de Jonathan Smith y Viollet-le-Duc, así como por los disturbios políticos internos. Después del Levantamiento de Enero de 1863 en Polonia, Alejandro lanzó una campaña para reintroducir la iglesia ortodoxia en las provincias occidentales, incluida la restauración de las iglesias ortodoxas en ruinas. Para ayudar a formular el nuevo canon, el príncipe Grigori Gagarin (vicepresidente de la Sociedad Arqueológica) instituyó una comisión especial para «los estudios de los monumentos rusos y ortodoxos en general del Territorio Occidental». En menos de diez años, la comisión catalogó el patrimonio ortodoxo de Ucrania occidental, de Lituania y del Congreso de Polonia, prestando especial atención a las iglesias inicialmente construidas como ortodoxas y luego convertidas al catolicismo; estas fueron recuperadas y finalmente reconstruidas según el canon ortodoxo.
En la segunda mitad de la década de 1860, Gagarin y el conde Alexey Uvarov resolvieron el problema de la gestión del registro nacional; en particular, a Uvarov se le atribuye el establecimiento de la Sociedad Arqueológica de Moscú (1869), una institución profesional no gubernamental que literalmente «mantuvo los registros de la nación» y fue la comisión de vigilancia pública de la preservación hasta la Revolución de Octubre. Trató de asegurar un derecho exclusivo para aprobar o vetar cualquier cambio en los edificios listados, pero fracasó; en 1874 esos derechos fueron otorgados a una Comisión Imperial compuesta por miembros de Sociedades Arqueológicas, el Santo Sínodo, la Academia de Ciencias de Rusia y la Academia de las Artes. En el mismo año, el estado finalmente formuló el significado legal de «hito arquitectónico» y aseguró la igualdad de protección para la iglesia y las propiedades civiles.
El registro compilado por las Sociedades Arqueológicas se amplió con catálogos regionales publicados por aficionados como Nikolay Naidenov, autor de los cuatro volúmenes Catedrales, monasterios e iglesias de Moscú (1883-1888). Los aficionados no estaban limitados por la frontera oficial entre «antigüedades» y modernidad y, por lo tanto, conservaron instantáneas integrales de su período. En la década de 1890, la protección se extendió gradualmente a selectos edificios del siglo XVIII, sin embargo, su clasificación como patrimonio siguió siendo discutible hasta la década de 1900. Los edificios de estilo Imperio de finales de los siglos XVIII y XIX se inscribieron en el registro poco antes de la Primera Guerra Mundial gracias a los esfuerzos de Ivan Mashkov, Ilya Bondarenko de la Sociedad de Arquitectura de Moscú y la escuela de San Petersburgo del renacimiento neoclásico ruso.

### Negación de la herencia (1917-1941)
En los años inmediatamente posteriores a la Revolución de Octubre, la administración bolchevique aún no había formulado su política cultural; externamente era hostil a la religión y a las clases «altas», aunque al mismo tiempo permitía a los conservacionistas tener voz en la vida diaria de las ciudades soviéticas. La misma persona, Vladimir Lenin, decretó la destrucción de los monumentos zaristas y la incautación de las propiedades de la iglesia y al mismo tiempo autorizó el mantenimiento de los registros del patrimonio cultural. A principios de la década de 1920, el gobierno apoyó la conversión de importantes edificios históricos en museos públicos. Conservacionistas notables como Petr Baranovsky, Ilya Bondarenko y Petr Sytin se hicieron cargo de los hitos de referencia nacionalizados para los museos del «patrimonio del pueblo» local y lograron retrasar su destrucción y mantener el registro del patrimonio local sobreviviente.
Sin embargo, en la segunda mitad de la década de 1920, la política cambió a la negación externa de esta herencia y al cierre de los museos locales redundantes. Con el cambio de valores impuesto por la ideología comunista, se rompió la tradición de preservación. Las sociedades de preservación independientes, incluso aquellas que solo defendían hitos seculares como la OIRU, con sede en Moscú, fueron disueltas a finales de la década de 1920. Una nueva campaña antirreligiosa, lanzada en 1929, coincidió con la colectivización de los campesinos; la destrucción de iglesias en las ciudades alcanzó su punto máximo alrededor de 1932.
El auge de la arquitectura estalinista tuvo una doble consecuencia. Por un lado, los gigantescos planes de reconstrucción exigían la demolición de todo aquello que se interpusiera en el camino. En Moscú, los nuevos planes dieron como resultado la reducción de los bienes incluidos en el registro de patrimonio: de 474 elementos en 1925 a solo 74 en 1935; el registro nacional de RSFSR se redujo de más de 3000 a 1200. El establecimiento de la Academia de Arquitectura mejoró marginalmente las actitudes hacia el patrimonio nacional; la Academia proporcionó un nuevo foro para los conservacionistas. En 1940, la Academia compiló su propia lista de hitos de máxima prioridad y evaluó los daños, pero los registros patrimoniales nacionales e incluso regionales no volvieron a aparecer hasta después de la Segunda Guerra Mundial. Los pocos hitos reservados por los planificadores de la década de 1930 permanecieron protegidos y restaurados hasta la invasión alemana.

### Recuperación de posguerra (1945-1959)

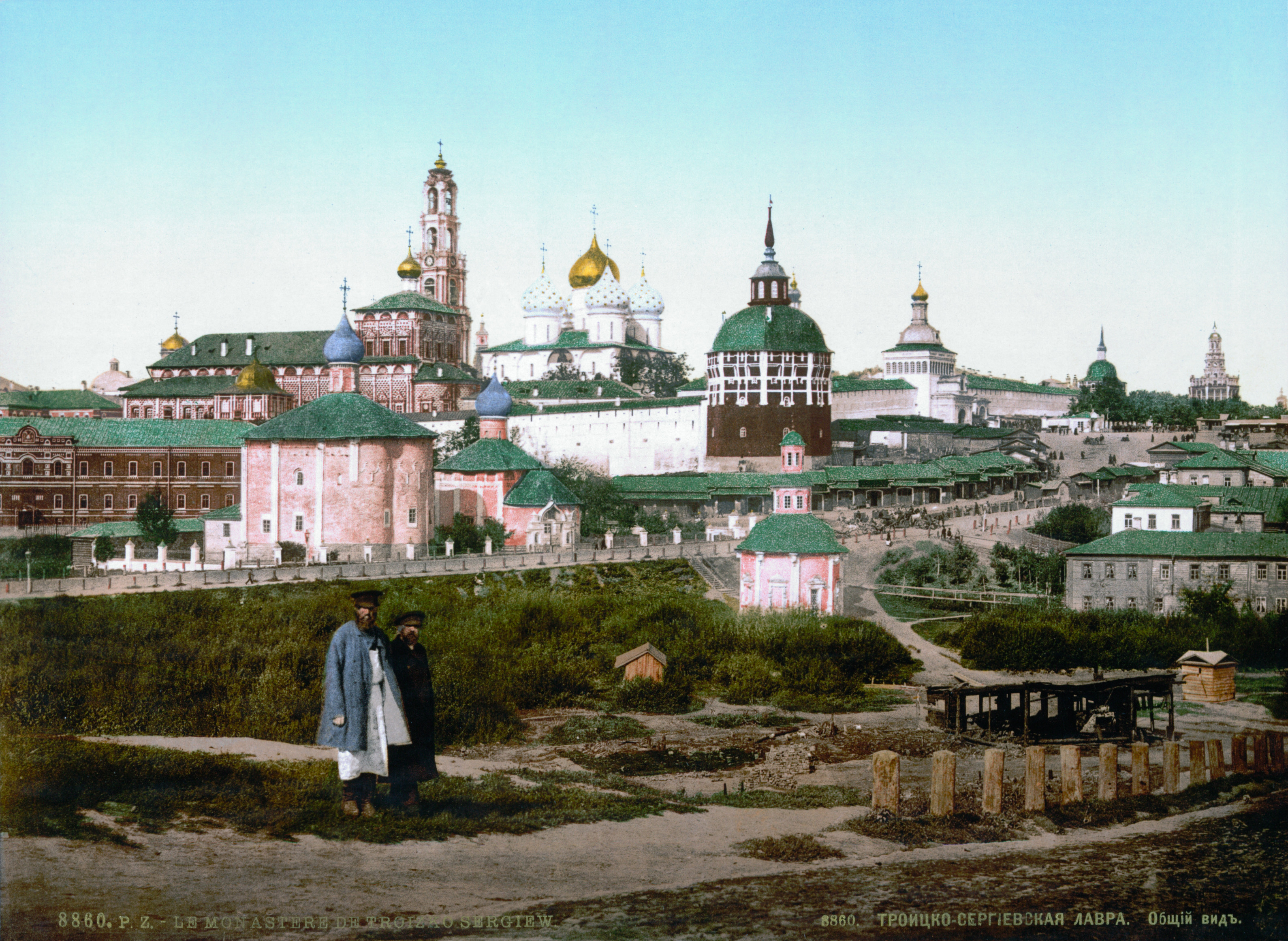
Troitse-Sergiyeva Lavra fue incluida en la lista por Iósif Stalin y excluida por Nikita Khrushchev.

Las pérdidas de la Segunda Guerra Mundial, estimadas conservadoramente en 3000 hitos de referencia, y un cambio en tiempos de guerra a favor de la ideología nacionalista llamaron la atención de los políticos sobre los problemas de la supervivencia del patrimonio nacional. En 1947, el Consejo de Ministros de la RSFSR aprobó una nueva lista completa que tenía más de 600 edificios y conjuntos de máxima prioridad. En 1948 se arbitraron instrucciones legales detalladas sobre el mantenimiento de los registros y sobre la protección.
El decreto de 1947 limitó el alcance de los edificios protegidos al arte «ruso antiguo», aunque el registro incluía algunos bienes singulares de la cultura musulmana (mezquita del Khan del Palacio Bakhchisaray y la fortaleza de Derbent) y muchos edificios del siglo XIX. Más de la mitad de los edificios protegidos estaban ubicados en las tierras históricas del norte de la antigua República de Novgorod y la Rus de Kiev, con una parte sustancial de la arquitectura vernácula de madera. Se restauraron las ciudades de Novgorod y Pskov, en gran parte destruidas durante la guerra.
Los registros de las otras repúblicas de la Unión y de las ciudades de Leningrado y Moscú se desarrollaron de forma independiente (Moscú, en particular, se benefició de su 800.º aniversario celebrado en 1947). Los edificios religiosos dominaban los registros, consecuencia de una política conciliadora hacia la Iglesia Ortodoxa Rusa que se practicó en la última década del mandato de Iósif Stalin.

### La ofensiva de Jruschov (1959-1964)
Entre 1951 y 1955, 37 edificios (en su mayoría iglesias) fueron eliminados de la lista. En 1960, el gobierno aprobó un registro más grande, supuestamente todo incluido, de más de 30000 edificios. Sin embargo, poco antes de que se finalizara la lista, Nikita Jrushchov lanzó su campaña antirreligiosa de 1959-1964. En 1964, más de 10 000 iglesias de las 20 000 existentes fueron clausuradas (principalmente en áreas rurales) y muchas fueron demolidas. De los 58 monasterios y conventos que funcionaban en 1959, sólo quedaban dieciséis en 1964; de las cincuenta iglesias de Moscú que funcionaban en 1959, treinta fueron cerradas y seis demolidas. El registro de 1960 también sufrió reducciones, especialmente en 1963 cuando las autoridades atacaron la Laura de la Trinidad y San Sergio y otros hitos de referencia. La destrucción llegó al Kremlin de Moscú cuando el Palacio de Congresos reemplazó a los «viejos» edificios de la Armería del Kremlin. En un movimiento no relacionado, en 1956, Jruschov cerró la Academia de Arquitectura, un lugar establecido para restauradores e historiadores de la arquitectura.
La campaña de Jruschov fracasó y provocó un aumento de la atención pública al patrimonio nacional y al lamentable estado del ecosistema. En marzo de 1962, un grupo de intelectuales publicó mensualmente un amargo artículo sobre la destrucción del viejo Moscú en Moskva; el oficial Pravda respondió con duras críticas en mayo. Un llamado público para establecer una sociedad de vigilancia independiente fue rechazado con la misma dureza. Dos años más tarde, y seis meses antes de la caída del poder de Jruschov, Petr Baranovsky fundó en Moscú la primera sociedad de preservación verdaderamente independiente, Rodina; apenas tolerada por las autoridades, Rodina sobrevivió hasta principios de la década de 1970.

### Protección formal (1965-1991)

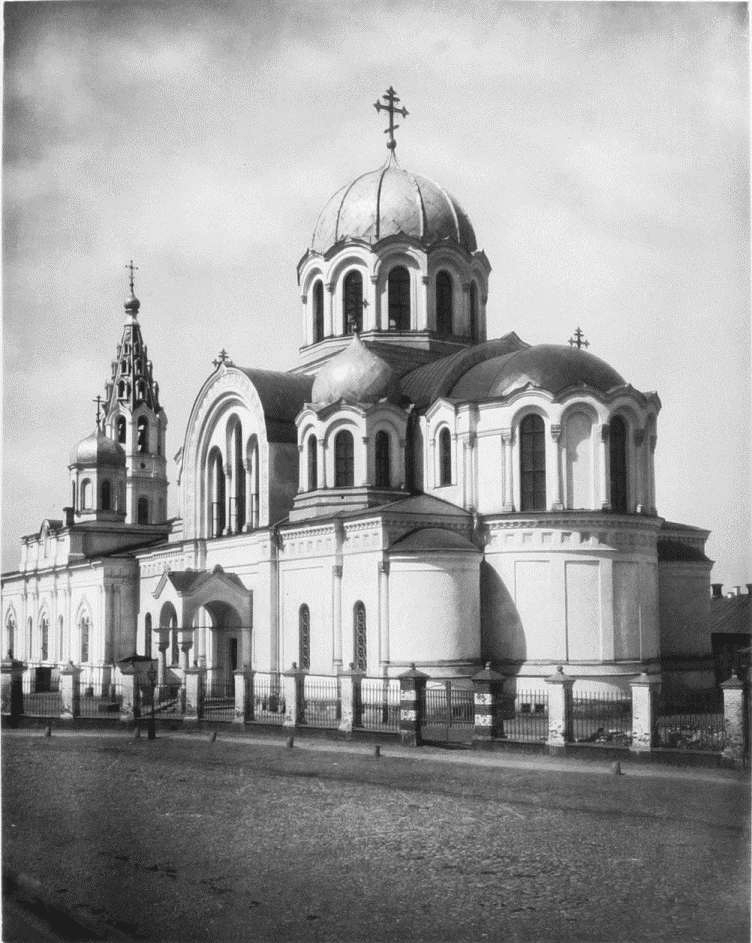
La iglesia del Icono de la de Kazán en el distrito de Yakimanka de Moscú, desacralizada en la década de 1930 y reducido gradualmente a convertirse en un granero de almacenamiento, fue demolida durante una campaña de 1972 para limpiar la ciudad para la visita de estado de Richard Nixon.

En 1965, Pavel Korin, Sergey Konenkov y Leonid Leonov publicaron un llamamiento a dejar de destruir iglesias y, literalmente, «preservar nuestros lugares sagrados». Dos meses después, en una aparente reversión del pasado de Jruschov, el estado anunció la creación de la VOOPIK, una sociedad de preservación nacional controlada por el estado. Sin embargo, la preparación para su congreso fundacional demostró que el estado en realidad tenía la intención de crear un grupo de fachada impotente. Subordinó la VOOPIK a los burócratas del Partido y le negó el derecho a publicar una revista. Defensores desilusionados (Vladimir Soloukhin, Ilya Glazunov) se trasladaron a un foro público de revista Molodaya Gvardiya, dando forma a una nueva versión nacionalista de la historia rusa que contradecía tajantemente la doctrina oficial.
Sin embargo, la VOOPIK proporcionó un foro para los conservacionistas; las discusiones dentro de la VOOPIK finalmente llevaron a legitimar asuntos nacionalistas previamente suprimidos; las cuotas pagadas por 15 millones de «voluntarios obligatorios» financiaron proyectos de restauración. La sociedad contribuyó al registro patrimonial pero nunca se le confió su gestión. En 1974, el gobierno de la RSFSR elaboró una versión más amplia y estable del registro nacional, revirtiendo las reducciones de la década de 1960. En 1978 se formularon nuevas prácticas para la vigilancia del patrimonio en las nuevas leyes nacionales y republicanas «Sobre la protección y el uso de los monumentos de la historia y la cultura».
En realidad, los hitos se dividieron informalmente en dos grupos. Los más conspicuos, las vitrinas turísticas, eran en gran parte intocables aunque tenían un pobre mantenimiento; el resto se dejó pudrir sin un mantenimiento adecuado. A veces, estos edificios en ruinas fueron víctimas de campañas de limpieza puntuales como las que precedieron a la visita de estado de 1972 de Richard Nixon o los Juegos Olímpicos de verano de 1980, a veces a programas de renovación urbana heredados de los planes maestros de Stalin. Entre 1965 y 1984, el presupuesto de conservación de Moscú aumentó de 2 a 25 millones de rublos,, aún menos del 0,5% del presupuesto de construcción de la ciudad capital. La escasa financiación obligó a las autoridades a congelar el registro patrimonial a partir de su versión de 1974. En Moscú, cerca de 1200 edificios se incluyeron en la lista, mientras que se rechazaron alrededor de 1100 nuevas solicitudes. 2200 hitos de referencia de Moscú (en su mayoría no incluidos en la lista) desaparecieron durante el mandato de Leonid Brézhnev (aunque solo tres de ellos eran iglesias ortodoxas).
En junio de 1978, el ejecutivo del Partido, Mijaíl Solomentsev, intentó apaciguar a la oposición pública, declarando la preservación del patrimonio como una alta prioridad para el Partido y expresó su total apoyo a la VOOPIK. El mensaje no apaciguó a los residentes que denunciaban ejemplos cotidianos de abandono y ruina; Soloukhin escribió: «Mi libro podría haber contenido no cuatro ensayos sino veinticuatro. Sospecho, sin embargo, que el efecto habría sido el mismo». La política de declaraciones vacías continuó en 1982, cuando Dmitry Likhachev informó en Ogonyok que el registro de patrimonio de la RSFSR debía de ampliarse tres veces, hasta al menos 180 000 elementos. El Ministerio de Cultura aceptó de inmediato la nueva estimación y ordenó la restauración de los edificios señalados por Likhachev, pero no se realizó ningún trabajo. Los últimos años de la URSS no trajeron ninguna mejora; en 1986, incluso el comunista de línea dura Yegor Ligachev tuvo que admitir en público que «la destrucción del centro de Moscú se ha convertido en un problema político» y elogió los esfuerzos de los conservacionistas.
El breve período de la perestroika que precedió a la caída de la Unión no cambió radicalmente la situación, además de permitir que la Iglesia recuperara gradualmente sus antiguas propiedades. La toma de posesión provocó conflictos, especialmente en aquellos lugares en que las iglesias habían sido ocupadas por instituciones públicas (como fue el caso del Museo de Arte de Yaroslavl, tema de una encarnizada campaña pública de 1990-1993). Los primeros edificios modernos se catalogaron en 1987; en 1990 se concedió una protección genérica a todos los edificios de Moscú diseñados por Konstantin Melnikov.

### Rusia postsoviética (1991-presente)

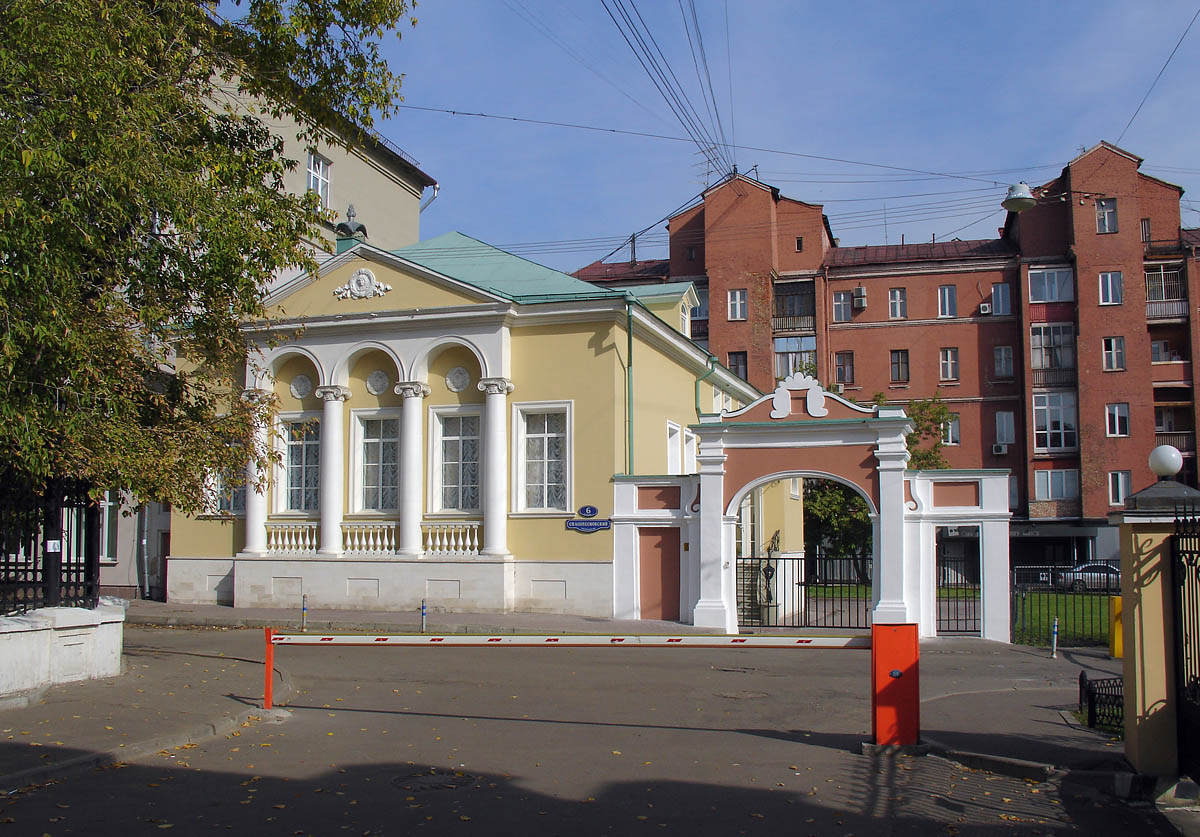
El registro del patrimonio de la ciudad de Moscú todavía enumera esta casa cerca de la calle Arbat como un edificio de madera del siglo XVIII, aunque fue desmontado y reconstruido en 1994, conservando menos del 15% de la estructura original. El registro de patrimonio federal admitió el hecho y eliminó la propiedad de la lista.

En 1995, Boris Yeltsin aprobó un nuevo registro de patrimonio federal ampliado. La nueva versión adolecía de muchas inconsistencias influida por la política regional: por ejemplo, numerosos edificios residenciales en el óblast de Kirov recibieron protección federal, mientras que edificios similares en otros lugares se consideraron puntos de interés locales, o en el mejor de los casos regionales. Ese registro heredó la mayoría de los errores presentes en el registro de 1974.
El afecto público por el patrimonio sobreviviente se mantuvo fuerte: «Cualquier conservacionista estadounidense estaría celoso de la importancia asignada a la preservación histórica por los residentes contemporáneos de Yaroslavl», pero no pudo frenar el auge de la construcción que destruyó miles de edificios históricos. Las pérdidas de Moscú en 1900-2006 se estiman en más de 640 edificios notables (incluidos de 150 a 200 edificios catalogados, de un inventario total de 3500), algunos desaparecidos por completo, otros reemplazados por réplicas de hormigón mientras aún estaban en la lista.  Solo unos pocos casos de destrucción (no respaldados por las autoridades locales) llegaron a los tribunales; Siempre que fue posible, los desarrolladores interesados lograron eliminar de la lista los edificios de destino antes de la demolición. Como «los puntos de referencia éticos fueron barridos por un torrente de dinero», el antiguo ministro de Cultura Alexander Sokolov describió la situación como una «bacanal de construcción descoordinada».
La ciudad de Moscú redujo su presupuesto de restauración de 150 millones de libras esterlinas en 1989 a apenas 8 millones en 2004 y, al mismo tiempo, aumentó la sustitución de edificios antiguos por réplicas modernas a un nivel de política. En mayo de 2004, el alcalde Yury Luzhkov defendió la política en Izvestia, diciendo que «en la cultura de Moscú, la noción de una réplica a veces no tiene menos significado que el original. La significativa 'carga' histórica y cultural que lleva la réplica es frecuentemente más rica y más amplia que la solución del arquitecto original». La reconstrucción era más barata que la restauración y aumentaba el espacio rentable.  La misma actitud de los responsables de decisiones se desarrolló en otras ciudades y fue estudiada en Yaroslavl por Blair Ruble, quien identificó una creciente separación social entre los defensores de la preservación y los responsables de decisiones: estos últimos están «entre los menos identificados con la necesidad de preservar», no al menos porque la clase dominante opulenta elige un estilo de vida suburbano, fuera de contacto con la ciudad.

## Legislación
La ley federal «Sobre los objetos del patrimonio cultural (monumentos de la cultura y la historia)», promulgada en junio de 2002, define esos objetos o elementos como edificios o monumentos independientes con territorios adyacentes, o conjuntos de edificios o "lugares notables" ( paisajes culturales, incluidos los distritos urbanos históricos y los principales sitios arqueológicos). Un elemento registrado (o un evento histórico que es clave para la notoriedad de un elemento) debe tener al menos cuarenta años; aunque las casas conmemorativas de personas notables pueden registrarse inmediatamente después de la muerte de esa persona.
Según su significación, los objetos del patrimonio cultural se asignan a nivel federal, regional o local (municipal) (los sitios arqueológicos se asignan automáticamente a nivel federal). Los objetos federales de máxima prioridad (incluidos todos los sitios del Patrimonio Mundial) forman un subconjunto especial de los objetos «más valiosos». Se enumeran en un «Código estatal separado de los objetos particularmente valiosos del patrimonio cultural de los pueblos de la Federación de Rusia» que, además de los bienes inmuebles, incluye instituciones activas (teatros, museos, universidades, bibliotecas y archivos). Los elementos «particularmente valiosos», por definición, son propiedades del estado federal, sin embargo, en diciembre de 2008 los palacios de Pavlovsky y de Gatchina, parte del Patrimonio de la Humanidad, pasaron a ser propiedad municipal de la ciudad de San Petersburgo. En 2008 se permitió la privatización de hitos de referencia menores controlados por el gobierno federal, que había sido suspendida a principios de la década de 1990. Sin embargo, las subastas de privatización no captaron el interés de los inversores y solo unos 250 objetos cambiaron de manos en 2008. Las propiedades regionales listadas se privatizaron gradualmente a lo largo de la década de 1990.
| Distribución geográfica de las propiedades incluidas en la lista | Distribución geográfica de las propiedades incluidas en la lista | Distribución geográfica de las propiedades incluidas en la lista | Distribución geográfica de las propiedades incluidas en la lista |
| ---------------------------------------------------------------- | ---------------------------------------------------------------- | ---------------------------------------------------------------- | ---------------------------------------------------------------- |
| Distritos federales                                              | Participación en el inventario total                             | % de elementos                                                   | % de elementos                                                   |
| Distritos federales                                              | Participación en el inventario total                             | Federal                                                          | Regional y municipal                                             |
| Noroeste                                                         | 43%                                                              | 39%                                                              | 61%                                                              |
| Central                                                          | 37%                                                              | 17%                                                              | 83%                                                              |
| Volga                                                            | 8%                                                               | 10%                                                              | 90%                                                              |
| Meridional                                                       | 7%                                                               | 4%                                                               | 96%                                                              |
| Urales                                                           | 2%                                                               | 7%                                                               | 93%                                                              |
| Siberiano                                                        | 2%                                                               | 8%                                                               | 92%                                                              |
| Lejano Oriente                                                   | 1%                                                               | sin datos                                                        | sin datos                                                        |
| Total                                                            | 100%                                                             | –                                                                | –                                                                |

Las propiedades nuevas se enumeran mediante un procedimiento de dos niveles. En el caso de propiedades regionales y locales, la sucursal regional de Rosokhrankultura recopila toda la información relevante y emite una recomendación al gobierno regional; luego, la inclusión real se promulga mediante un decreto del gobierno regional. Las organizaciones conservacionistas profesionales suelen tener una influencia significativa en las primeras etapas del proceso, pero apenas se mencionan en la ley. Los legisladores regionales y las autoridades municipales están completamente excluidos del proceso. El registro federal tenía la intención de rastrear e incorporar cualquier cambio en los registros regionales, pero hasta 2009 eso no había sucedido.
Las autoridades de nivel inferior tienen derechos limitados. Por ejemplo, los municipios no pueden registrar sus propios objetos; en su lugar, deben dirigirse a los representantes de Rosokhrankultura. Las autoridades federales pueden reclasificar cualquier objeto de importancia regional o municipal como un hito federal.
Quizás lo peor para los elementos registrados es que los gobiernos regionales no pueden financiar legalmente la restauración de edificios a nivel federal a menos que se mencionen específicamente en programas de objetivos federales financiados conjuntamente. La ley permite financiar la "preservación" que, en la jerga legal rusa, excluye la inversión de capital en restauración. Hasta el 1 de enero de 2008 ni siquiera esa "conservación" estaba permitida; en el mejor de los casos, a las regiones se les permitía establecer organizaciones benéficas independientes y buscar donaciones. Esto es particularmente importante para la ciudad de San Petersburgo y sus suburbios, donde una abrumadora mayoría de edificios notables se clasifican a nivel federal. Las autoridades municipales todavía no están autorizadas a financiar la restauración de propiedades regionales y federales, pero según el actual Código Fiscal no tienen fondos para proyectos. 

## Problemas no resueltos

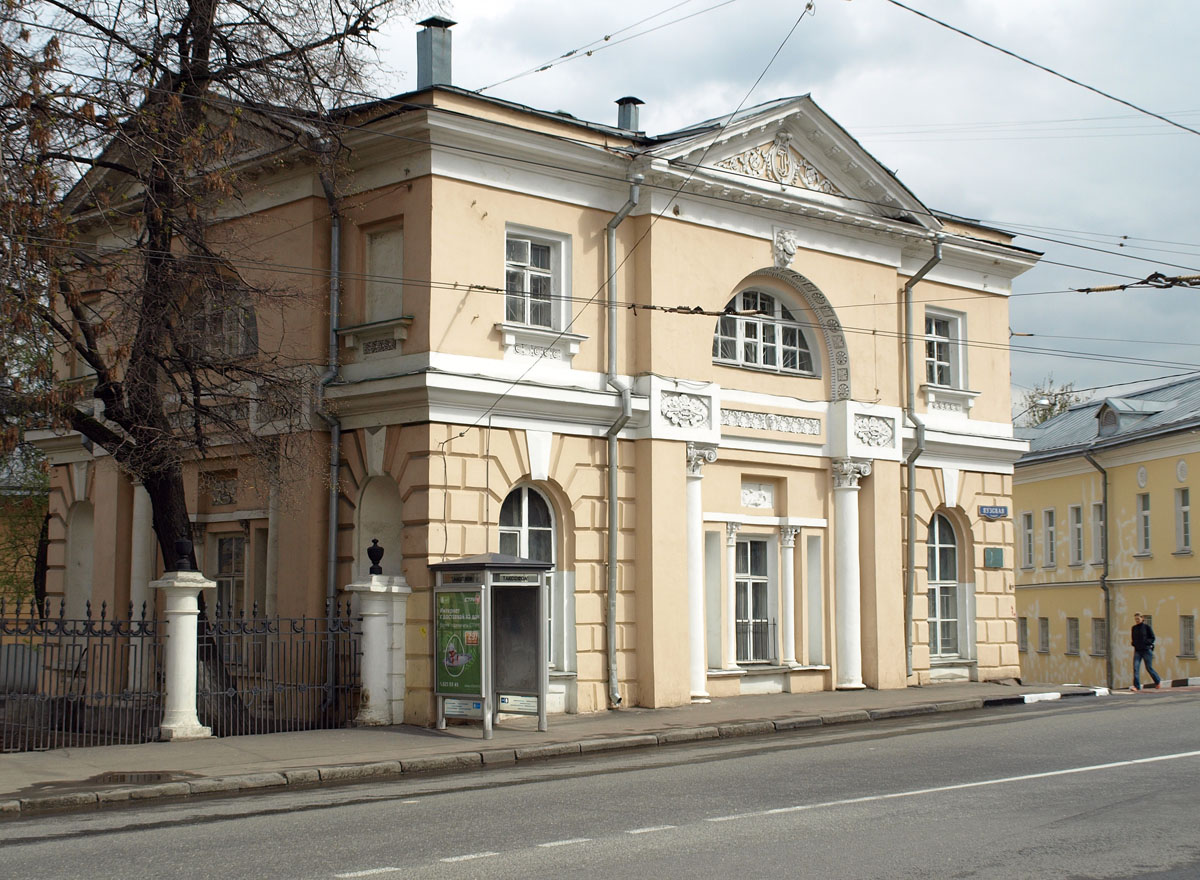
El Hospital Yauza en Moscú (antiguo Palacio Batashov) figura como la 14 entradas separadas en el Registro del Patrimonio de la Ciudad de Moscú. El registro nacional lo enumera como un solo elemento con ocho subentradas.

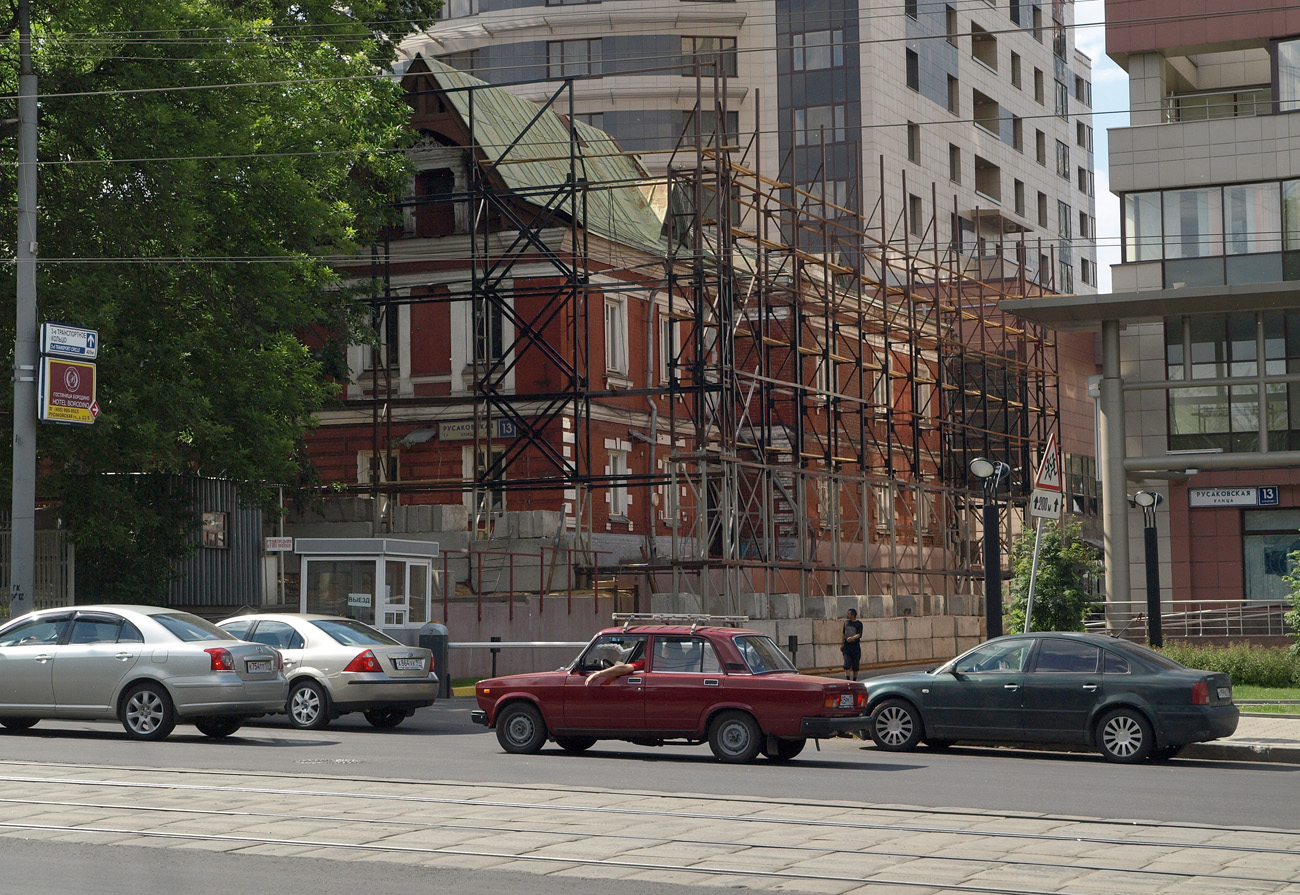
Este edificio de la década de 1890, catalogado en 2001, fue demolido en septiembre de 2008. El promotor inmobiliario se marchó con una multa de 1.500 dólares.

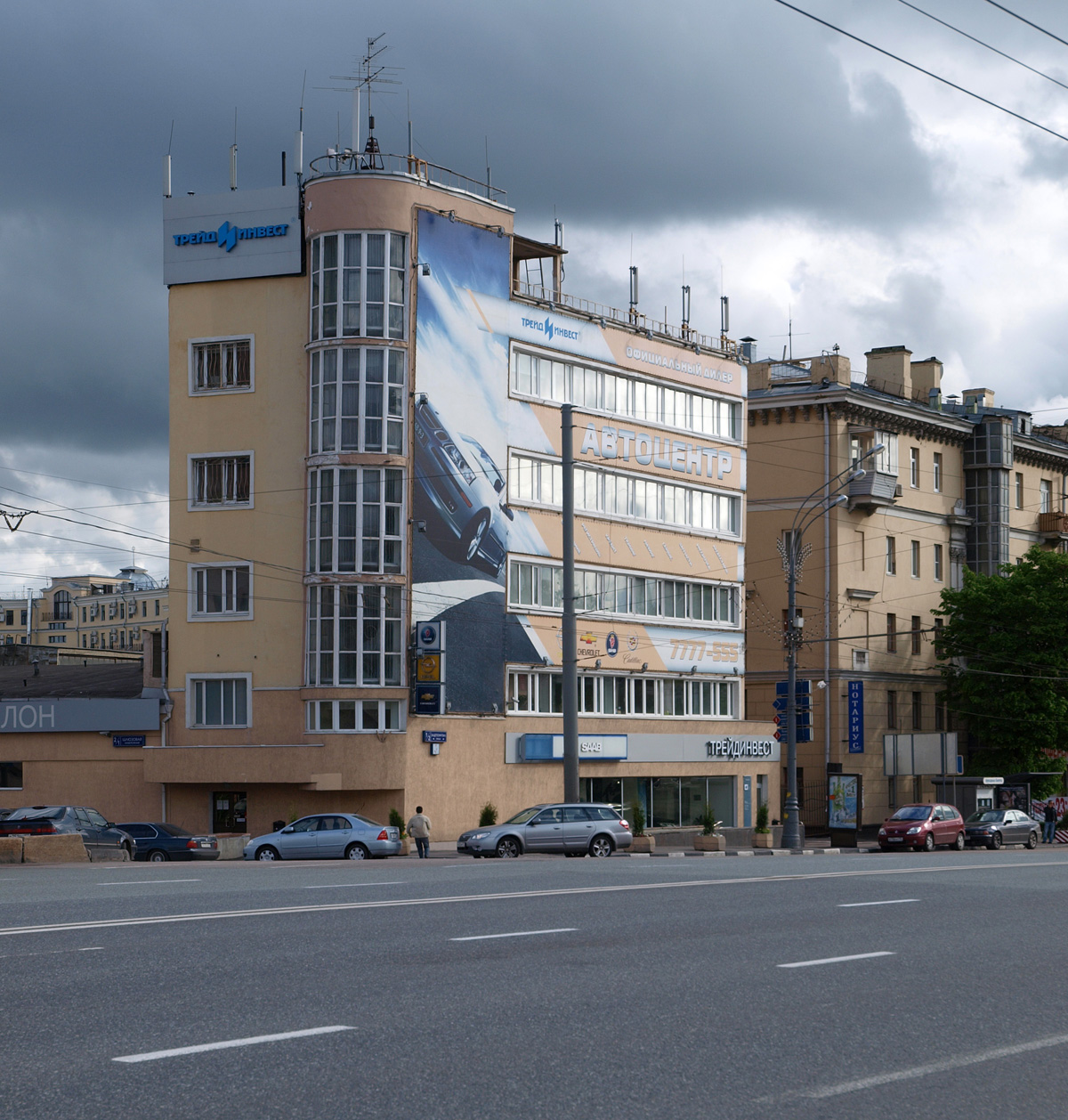
El listado de arquitectura constructivista sobreviviente es impugnado por las autoridades y tiene una base de apoyo público limitada.

### Definiciones
Rusia no tiene una definición legal o generalmente aceptada de paisaje cultural.
Las regulaciones de zonificación local, una vez impuestas por las autoridades municipales, se pueden levantar en favor de proyectos "importantes".

### San Petersburgo
En San Petersburgo, el comisionado de patrimonio de la ciudad intentó hacer cumplir la demolición de una adición a un edificio en el Moika Embankment que destruía el horizonte de ese vecindario protegido. Sin embargo, el edificio en sí no figuraba en la lista y no se impusieron sanciones; el arquitecto de la ciudad y otros ejecutivos involucrados defendieron los intereses del promotor. El gobernador de la ciudad aprobó la construcción del Okhta Center de Gazprom, de 400 metros de altura, mientras que el contorno de la plaza del Palacio se alteró por un rascacielos construido tras el antiguo Edificio del Estado Mayor; la última incursión contra un sitio del Patrimonio Mundial fue apoyada por el arquitecto de la ciudad. En Moscú, la vista hacia el sur desde la Plaza Roja fue deformada de manera similar en 2005 por una torre del Swissôtel de 162 metros de altura.

### Comisión de vigilancia independiente
Ningún grupo de preservación independiente ruso tiene suficiente influencia para intervenir en los planes de las autoridades de la ciudad y de los promotores inmobiliarios. La legislación deja los asuntos de preservación a las comisiones de patrimonio federales y municipales, ninguna de las cuales es lo suficientemente independiente para verificar estos planes. Como resultado de ello, los edificios protegidos se descatalogan con facilidad, o su catalogación se retrasa hasta que los equipos de demolición (edificio Voyentorg) o el fuego (imprenta Ogonyok de El Lissitsky) los reducen a ruinas.

### Título de propiedad
Una parte importante de los monumentos de propiedad estatal no tiene propietario legal debido a disputas entre las autoridades federales y regionales y a la prohibición legal de registrar título para tales propiedades (levantada en 2008). Solo San Petersburgo, en abril de 2008, tenía 1200 elementos listados sin títulos registrados. Solo en 2008 las autoridades aceptaron registrar 393 edificios (incluidos el Museo del Hermitage y el Palacio Smolny) como propiedad federal y 243 como propiedad de la ciudad; la propiedad de la fortaleza de Pedro y Pablo se dividió. El último lote de 90 edificios (las propiedades potencialmente más beneficiosas, las más rentables) se dividió en mayo de 2009. Como resultado, después de que se asignaran 680 objetos a la ciudad y 424 a las autoridades federales, a finales de mayo de 2009 San Petersburgo solo tenía 13 edificios catalogados, todos antiguas iglesias, incluida la Catedral de San Isaac y la iglesia del Salvador sobre la Sangre, en el limbo legal.
La ciudad tiene más de 3000 edificios históricos «recién descubiertos» en la lista de espera de la comisión de patrimonio local; pueden ser tanto listados como demolidos.
Moscú, en julio de 2009, tenía alrededor de 2500 edificios históricos en espera de ser incluidos en el registro patrimonial, incluidos cinco edificios de Fyodor Schechtel y la iglesia Anglicana de San Andrés. Se espera que a alrededor de 500 edificios de esa lista se les deniege cualquier tipo de protección.

### Reconocimiento de la arquitectura del movimiento moderno
La incorporación de edificios de vanguardia aún no incorporados al registro sigue siendo controvertida. Los autores occidentales señalaron que la preservación de estos edificios tiene una base de apoyo muy estrecha, limitada a los herederos de los arquitectos y a una selecta intelligentsia; el público en general identifica la mayor parte de la arquitectura de vanguardia con el anodino pasado industrial soviético, desprovista del carácter nacional ruso. Según Anna Bronovitskaya, «la estética modernista nunca se ha recuperado de la denuncia de Stalin... el público sigue siendo muy conservador en sus gustos». Los restauradores rusos no tienen experiencia en la manipulación de estructuras de hormigón, haciendo de la restauración en sí misma una amenaza para su supervivencia, a menos que el inversor contrate restauradores alemanes. El prejuicio contra la mala calidad de la construcción real o percibida del período de entreguerras favorece las iniciativas de reconstrucción radical. Como resultado de todo ello, muchos más edificios de la vanguardia desaparecieron en la etapa de la Rusia moderna que en la Unión Soviética socialista; el arte del siglo XX «ha resultado ser el más vulnerable y pobremente defendido».
La Comisión del Patrimonio de Moscú está dividida en cuanto al valor patrimonial de la arquitectura constructivista y racionalista convencional. El alcalde de Moscú, Yury Luzhkov, denunció la «arquitectura de rostro plano»; el arquitecto jefe de la ciudad se ha pronunciado en contra de la preservación de las viviendas funcionales de media altura construidas en las décadas de 1920 y 1930, diciendo: «están condenadas»; algunos de estos bloques han sido condenados por demolición. Sin embargo, en 2008 Moscú incluyó en el registro 114 edificios «recientemente identificados» de este período».